# Gare de Lille-CHR
Gare de Lille-CHR vasútállomás Franciaországban, Lille településen.

## Vasútvonalak
Az állomást az alábbi vasútvonalak érintik:
- Fives-Abbeville-vasútvonal

## Kapcsolódó állomások
A vasútállomáshoz az alábbi állomások vannak a legközelebb:
- Gare de Lille-Porte-de-Douai
- Gare de Loos-lez-Lille
- Gare de Lille-Sud